# Fontaine-lès-Luxeuil
Fontaine-lès-Luxeuil är en kommun i departementet Haute-Saône i regionen Bourgogne-Franche-Comté i östra Frankrike. Kommunen ligger i kantonen Saint-Loup-sur-Semouse som tillhör arrondissementet Lure. År 2022 hade Fontaine-lès-Luxeuil 1 329 invånare.

## Befolkningsutveckling
Antalet invånare i kommunen Fontaine-lès-Luxeuil
| Referens: INSEE |